# Activitate termodinamică
În termodinamica chimică, activitatea termodinamică este mărimea cu care trebuie înlocuită concentrația în formulele ce se aplică în studiul gazelor ideale sau soluțiilor ideale, pentru ca acestea să rămână valabile și în cazul gazelor reale sau soluțiilor reale.
Caracterizează abaterea comportării sistemelor reale față de cele ideale la care căldura de amestecare și modificarea de volum la amestecare sunt nule. Sisteme reale necesită folosirea de mărimi molare parțiale, mărimi molare aparente, mărimi molare de exces care sunt legate de mărimea activitate.
Apare în expresia unor legi fizice ca legea lui Raoult, Legea lui Henry și a unor proprietăți ca scăderea punctului de îngheț, solubilitate, entalpie de dizolvare și diluare, etc în cazul soluțiilor neideale. Este similară ca mărime corectivă cu  fugacitatea.
Activitatea unei specii i este:
{\displaystyle a_{i}=e^{\frac {\mu _{i}-\mu _{i}^{\theta }}{RT}},}
unde:
- μi= potențialul chimic al speciei respective în condițiile studiate,
- μθi = potențialul chimic în condițiile standard
- R = constanta universală a gazului ideal
- T = temperatura absolută
- e = numărul lui Euler.

Este egală cu produsul variabilă pentru exprimarea compoziției chimice (fracție molară, concentrație molară, masică, molalitate, etc) - coeficient de activitate corespunzător variabilei compoziție.